# TNNC2
TNNC2 (англ. Troponin C2, fast skeletal type) – білок, який кодується однойменним геном, розташованим у людей на короткому плечі 20-ї хромосоми. Довжина поліпептидного ланцюга білка становить 160 амінокислот, а молекулярна маса — 18 122.
| 10         |  | 20         |  | 30         |  | 40         |  | 50         |
| ---------- |  | ---------- |  | ---------- |  | ---------- |  | ---------- |
| MTDQQAEARS |  | YLSEEMIAEF |  | KAAFDMFDAD |  | GGGDISVKEL |  | GTVMRMLGQT |
| PTKEELDAII |  | EEVDEDGSGT |  | IDFEEFLVMM |  | VRQMKEDAKG |  | KSEEELAECF |
| RIFDRNADGY |  | IDPEELAEIF |  | RASGEHVTDE |  | EIESLMKDGD |  | KNNDGRIDFD |
| EFLKMMEGVQ |  |            |  |            |  |            |  |            |

A: Аланін

C: Цистеїн

D: Аспарагінова кислота

E: Глутамінова кислота

F: Фенілаланін

G: Гліцин

H: Гістидин

I: Ізолейцин

K: Лізин

L: Лейцин

M: Метіонін

N: Аспарагін

P: Пролін

Q: Глутамін

R: Аргінін

S: Серин

T: Треонін

V: Валін

Кодований геном білок за функцією належить до м'язових білків. 
Задіяний у такому біологічному процесі, як ацетилювання. 
Білок має сайт для зв'язування з іонами металів, іоном кальцію. 